# Ignacio Sosa
Ignacio Sosa Ospital (ur. 31 sierpnia 2003 w Montevideo) – urugwajski piłkarz występujący na pozycji defensywnego lub środkowego pomocnika, od 2023 roku zawodnik Peñarolu.